# Lycosa clarissa
Lycosa clarissa là một loài nhện trong họ Lycosidae.
Loài này thuộc chi Lycosa. Lycosa clarissa được Carl Friedrich Roewer miêu tả năm 1951.